# Heterixalus andrakata
Heterixalus andrakata is een kikker uit de familie van de rietkikkers (Hyperoliidae). De soort werd beschreven door Glaw en Vences in 1991.

## Leefgebied
De kikker is endemisch in het noordoosten van Madagaskar. Zijn natuurlijke habitat zijn vooral vochtige, (sub)tropische laaglandbossen, zoals de subtropische bossen van Madagaskar. Ook komt de soort waarschijnlijk voor in nationaal park Marojejy. Het leeft op een hoogte boven de 500 meter.